# Ácido poliacrílico
El ácido poli(acrílico) (PAA) es el nombre genérico para el polímero sintético de alto peso molecular del ácido acrílico. Puede ser homopolímero, o entrecruzado con otros alquenos. En una disolución de agua a pH neutro, el PAA es un polímero aniónico, es decir, muchas de las cadenas laterales del PAA perderán sus protones y adquirirán una carga negativa.
Esto le confiere capacidad de absorber y retener agua, así como de hincharse hasta muchas veces su volumen original, por lo que actúa como un hidrogel. Además, el ácido poliacrílico exhibe el típico comportamiento de un polielectrolito, debido a que cuando se disuelve en agua, como ya se ha explicado, los grupos carboxilo que posee a lo largo de la cadena del polímero se ionizan (perdiendo un protón).
En virtud de esta solubilidad e ionización, y a la viscosidad de las disoluciones de este polímero, se usa sobre todo como un buen agente adhesivo. Su uso como plástico es muy limitado.

## Síntesis
El ácido poliacrílico se sintetiza por polimerización radicalaria en presencia de un peróxido, un azocompuesto u otros radicales como iniciadores radicalarios de la polimerización por radicales libres.

### Iniciación de la reacción de polimerización
Para empezar la reacción de polimerización el iniciador (1) se escinde en dos radicales libres, reaccionando un par de electrones libres del átomo de oxígeno en el caso del peróxido (R-O en la figura) con el doble enlace C=C del ácido acrílico (2) y genera el radical 3:

### Elongación de la cadena polimérica
En la elongación del monómero, el radical 3 reacciona con otra molécula de ácido acrílico (2). A través de esta adición repetida de ácido acrílico se forma una y otra vez un nuevo radical, de modo que la cadena se alarga. Aquí, n es un número natural que describe el número de los eslabones repetidos de ácido acrílico:

### Terminación de la polimerización
En la siguiente figura, m y n son números naturales que describen el número de eslabones repetidos de ácido acrílico que se han unido en la reacción de elongación a partir de diferentes radicales de inicio. Como esta reacción no se da a una longitud de cadena dada, m y n pueden ser diferentes. El crecimiento de la cadena puede ser terminado por desproporción radical:
Alternativamente, una terminación de cadena puede tener lugar también por recombinación de dos radicales, por ejemplo mediante la recombinación de dos radicales con una masa molecular alta:

## Aplicaciones
El ácido poliacrílico y sus derivados se usan como agentes dispersantes, resinas de intercambio iónico y adhesivos. También son populares como agentes espesantes, dispersantes y emulsionantes en fármacos, cosméticos y pinturas.